# E26
La ruta europea E26 és una carretera que forma part de la Xarxa de carreteres europees. Comença a Hamburg (Alemanya) i finalitza a Berlín (Alemanya). Té una longitud de 283 km i una orientació d'est a oest.